# Municipio de Washington (condado de Johnson, Misuri)
El municipio de Washington (en inglés: Washington Township) es un municipio ubicado en el condado de Johnson en el estado estadounidense de Misuri. En el año 2010 tenía una población de 7249 habitantes y una densidad poblacional de 61,56 personas por km².

## Geografía
El municipio de Washington se encuentra ubicado en las coordenadas 38°43′59″N 93°33′11″O / 38.73306, -93.55306. Según la Oficina del Censo de los Estados Unidos, el municipio tiene una superficie total de 117.76 km², de la cual 117.29 km² corresponden a tierra firme y (0.39%) 0.46 km² es agua.

## Demografía
Según el censo de 2010, había 7249 personas residiendo en el municipio de Washington. La densidad de población era de 61,56 hab./km². De los 7249 habitantes, el municipio de Washington estaba compuesto por el 82.96% blancos, el 7.86% eran afroamericanos, el 0.46% eran amerindios, el 2.21% eran asiáticos, el 0.68% eran isleños del Pacífico, el 1.81% eran de otras razas y el 4.03% pertenecían a dos o más razas. Del total de la población el 7.19% eran hispanos o latinos de cualquier raza.